# 김성욱 (가수)
김성욱(金成旭, 1974년 5월 11일 ~ )은 대한민국의 가수, 작사가, 뮤지컬배우, 연극 조연출가, 영화배우이다.
신장은 180cm이고, 체중은 67kg이며, 힙합 그룹 듀스 (DEUX)의 구성원이었던 김성재의 친동생이다.

## 생애

### 연예 활동
친형 김성재처럼 노래와 랩에도 소질이 있었으며, 대학교 시절 이현도, 엄인호, 김종진 등의 아래에서 연습생 시간을 지내면서 내공을 지낸 후 1997년 11월 당시 《너와 함께》라는 곡을 통하여 가수로 데뷔하였고 2003년 3월에는 뮤지컬 《그리스(Grease)》를 통하여 뮤지컬 배우로도 데뷔하였다. 또한 2004년 7월에는 연극 《Made in China》를 통하여 연극 조연출가로 활동했다. 그리고 2005년 2월 영화 《그 때 그 사람들》의 단역 출연을 통하여 영화배우로 데뷔했으며, 이듬해 2006년 6월 뮤지컬 《뮬란》에 단역으로 출연하였다.

## 가족 관계
- 형: 김성재(金成宰, 1972년 4월 18일 서울 출생 ~ 1995년 11월 20일 사망, 가수, 작사가. 힙합 랩 댄스 그룹 "DEUX" 前 구성원. 한양대학교 관광학과 학사 출신.)

## 학력
- 서울대도초등학교(前) → 서울언북초등학교(前) → 일본 도쿄 시부야 우에하라 소학교 졸업
- 일본 도쿄 한국중학교(前) → 봉은중학교 졸업
- 단국대학교 사범대학 부속고등학교 졸업
- 명지대학교 건축학과 학사

## 디스코그래피

### 음반
- 1997년 《김성욱 1집》 ... (음반 프로듀서: 이현도, 주영훈, 김형철)
- 2002년 《김성욱 싱글 앨범》 ... (음반 프로듀서: 이상민)
- 2002년 《김성욱 2집》 ... (음반 프로듀서: 유건형)

## 작사 작품
- 1997년 《너와 함께》 - (김성욱 작사 / 이현도 작곡 / 이현도 편곡 / 김성욱 노래)
- 2002년 《To my mother》 - (김성욱 작사 / 이상민 작곡 / 유건형 편곡 / 김성욱 노래)
- 2012년 《For you》 - (김완제·김성욱 작사 / 이주용 작곡 / 이주용 편곡 / 김완제 노래)

## 연출작

### 연극 조연출
- 2004년 《Made in China》

## 출연작

### 영화
- 2005년 《그 때 그 사람들》 ... 원상욱 역(단역)
- 2008년 《두근두근 배창호》

### 뮤지컬
- 2003년 《그리스》 ... 틴 앤젤 역(단역)
- 2006년 《뮬란》 ... 황제 역(단역)

### 뮤직 비디오
- 1998년 《토이 - 여전히 아름다운지》

### 예능
- 2019년 김성재